# Salome (Tochter der Herodias)

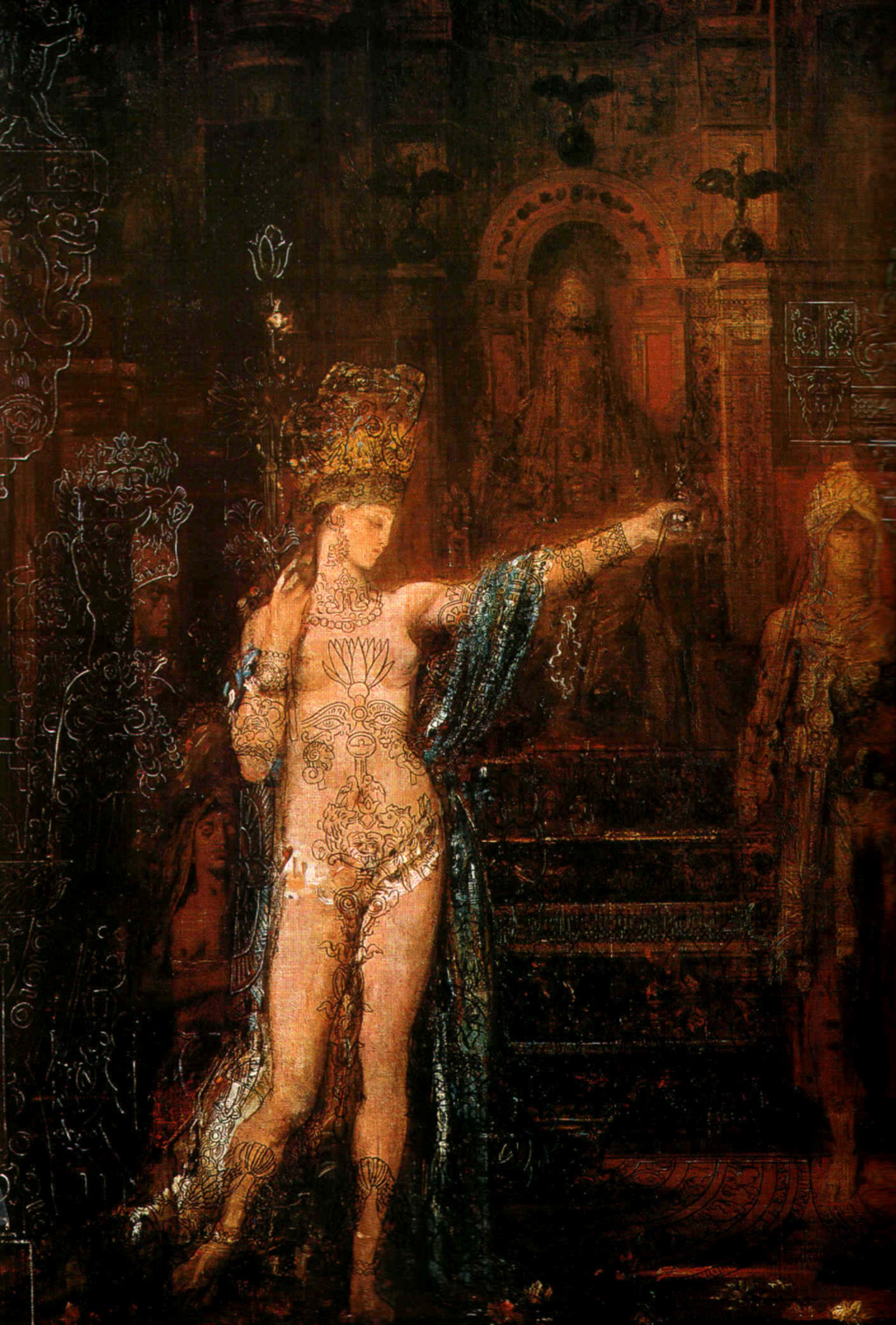
Gustave Moreau: Salomé, 1871

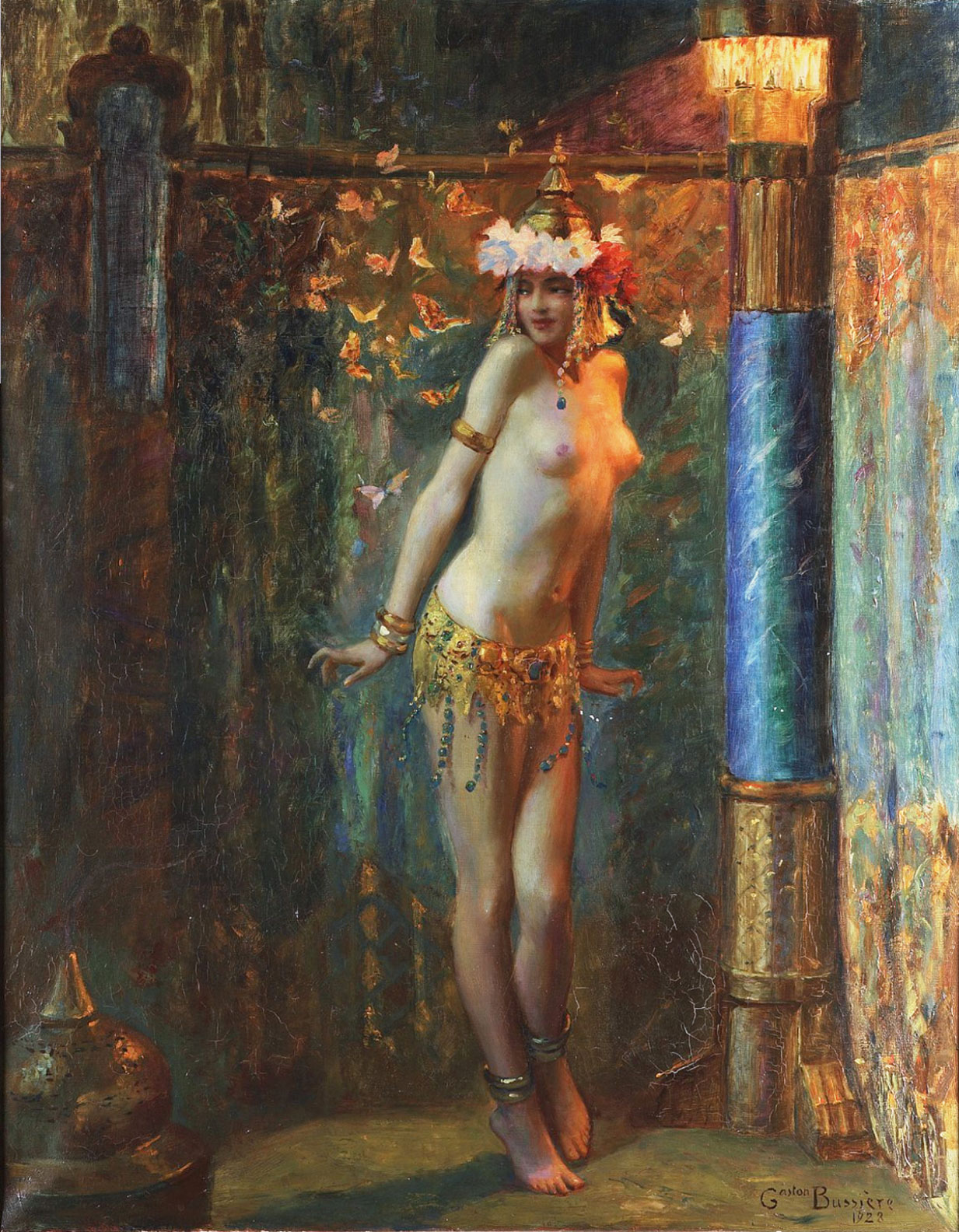
Tanz der Salome oder Die goldenen Schmetterlinge (Gaston Bussière)

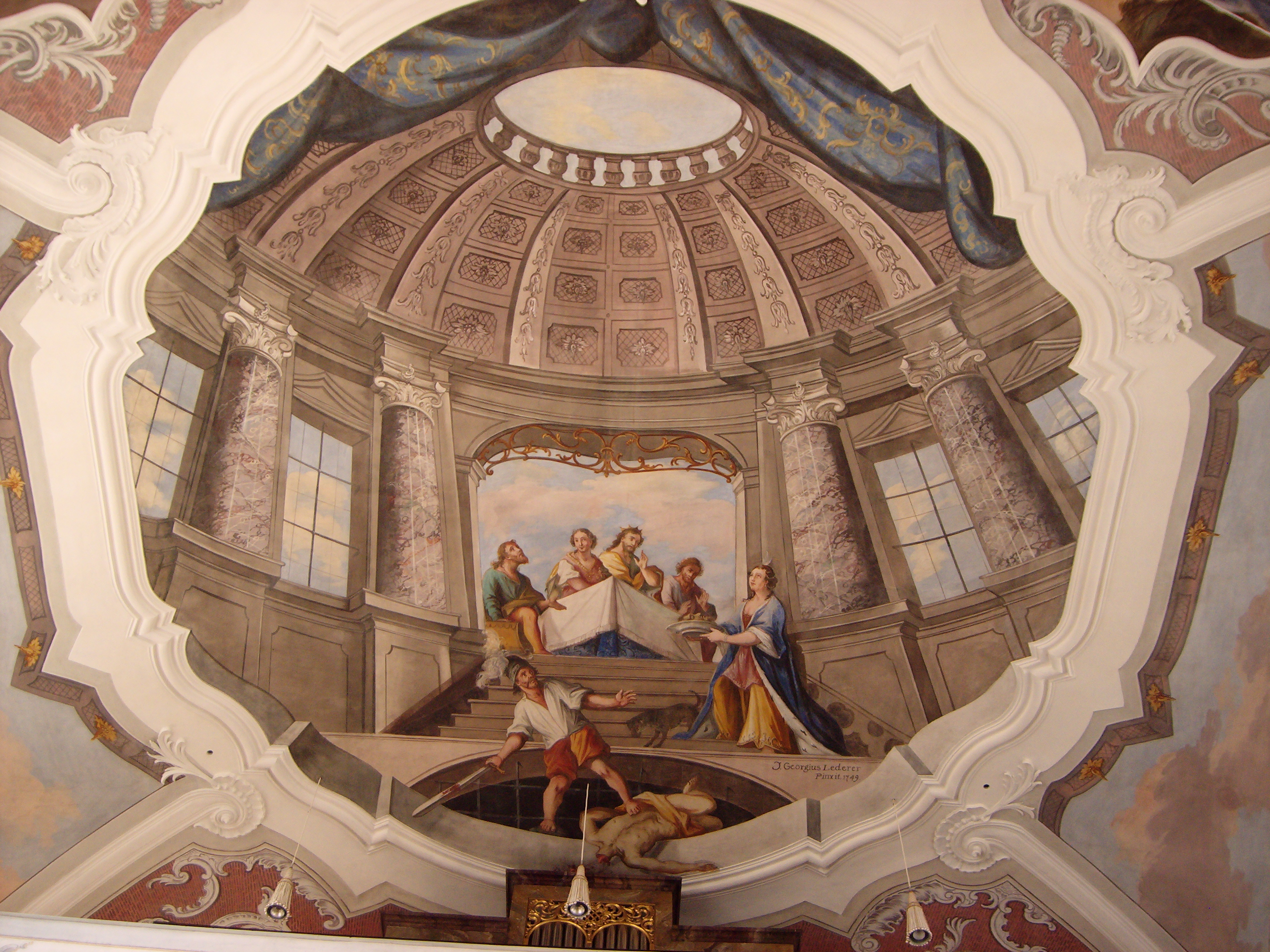
Salome bringt den Kopf des Johannes zu Herodias; Fresko von Johann Georg Lederer in der Pfarrkirche Johannes der Täufer in Igling.

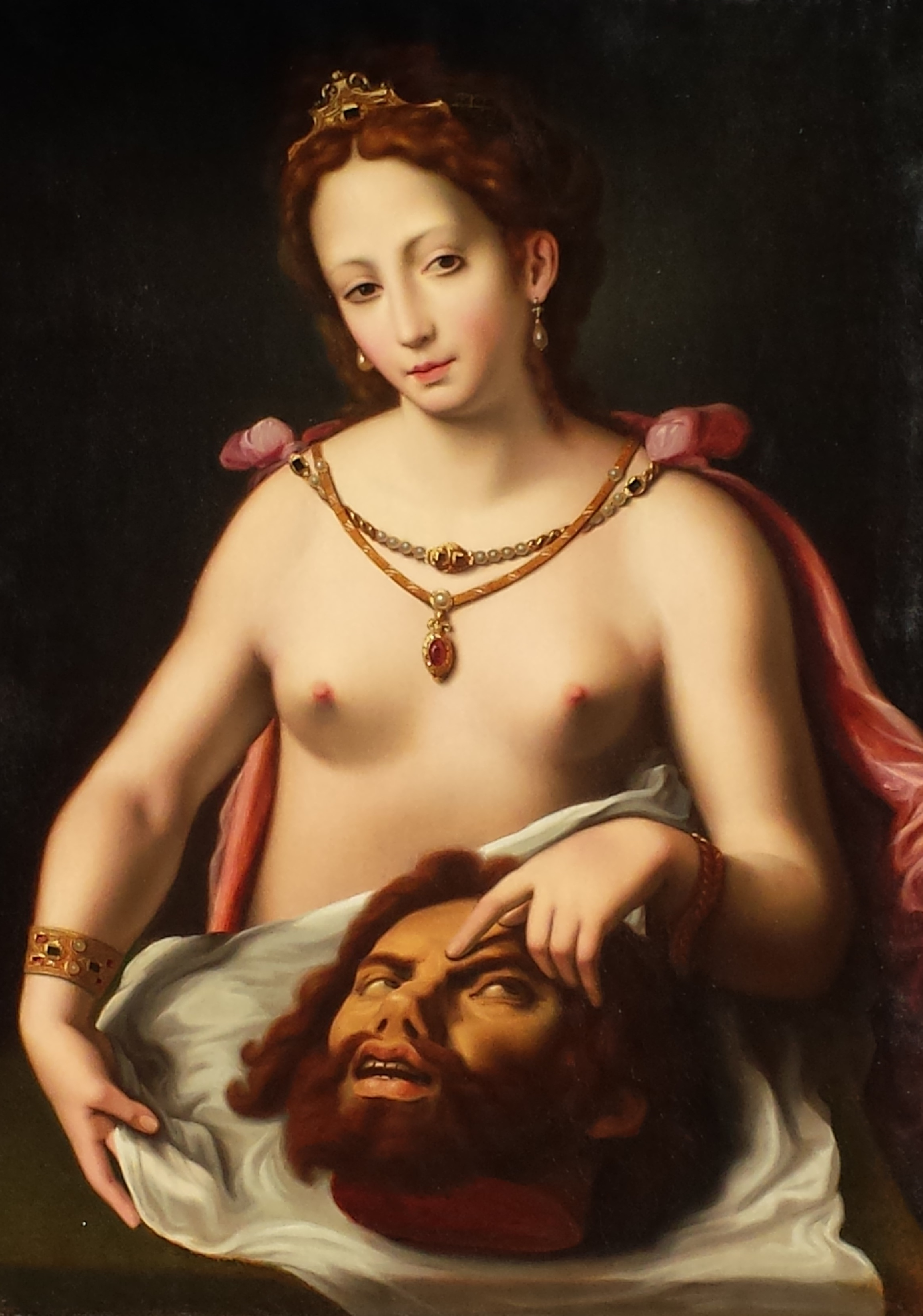
Salome mit dem Haupt Johannes des Täufers; Schule von Fontainebleau, Museum am Dom Trier

Salome ([ˈzaːlomeː]) war Flavius Josephus zufolge der Name einer Tochter der Herodias. In der späteren Tradition ist dieser Name mit der in den Evangelien erzählten Geschichte des Todes Johannes’ des Täufers in Zusammenhang gebracht worden, in der aber nur von der Tochter der Herodias die Rede ist. Salome, die Tochter der Herodias, war später (ab 54 n. Chr.) Königin in Kleinarmenien.
Sie ist nicht zu verwechseln mit der gleichnamigen Schwester des Herodes und steht auch in keiner Beziehung zu der Jüngerin Salome, die im Markusevangelium erwähnt wird.

## Familie
Salome war väterlicherseits eine Enkelin Herodes’ des Großen: Ihr Vater Herodes Boethos (Herodes ohne Land) war ein Sohn des Königs von dessen siebter Ehefrau, der (zweiten) Mariamne, die nach Angaben des Geschichtsschreibers Flavius Josephus als die „schönste Frau der damaligen Zeit“ galt.
Mütterlicherseits war sie die Urenkelin Herodes des Großen. Ihre Mutter war Herodias, deren Vater Aristobulos selbst ein Sohn der ersten Mariamne I. (der zweiten Frau) von Herodes dem Großen war.
Verheiratet war Salome in erster Ehe mit ihrem Onkel Philippos, Tetrarch von Ituräa, Golan und Trachonitis. Nach dessen Tod im Jahr 34 n. Chr. heiratete sie den mit ihr verwandten Aristobulos, den Sohn des Königs Herodes von Chalkis. Seine Hoffnungen, die Nachfolge seines Vaters antreten zu können, zerschlugen sich jedoch, als der römische Kaiser Claudius dieses Königreich im Jahr 49 an Herodes Agrippa II., den Vetter des Aristobulos, übertrug. Dies war sicherlich auch für Salome eine Enttäuschung. Aristobulos wurde jedoch einige Jahre später (54 n. Chr.) vom römischen Kaiser Nero gleich nach seinem Amtsantritt zum König von Kleinarmenien ernannt. Salome wurde dadurch zur Königin dieses Reiches, das mit dem Hauptort Nikopolis westlich von Großarmenien im nördlichen Anatolien lag.
Es sind mehrere Münzen mit Bildnissen und Inschriften von Aristobulos und Salome als Königspaar von Kleinarmenien erhalten.

## Legende
Als mögliche Quelle für die biblische Erzählung wird eine von Titus Livius mitgeteilte Gräueltat des römischen Konsuls Lucius Quinctius Flamininus angesehen, der im Jahr 192 vor Christus beim Mahl einen Gefangenen erschlug beziehungsweise erschlagen ließ, um seinem punischen Lustknaben das Schauspiel einer Hinrichtung zu bieten. In der Erzählung des Flamininus-Motivs durch den römischen Geschichtsschreiber Valerius Antias wird aus dem Knaben eine Frau mit zweifelhaftem Ruf. Ähnliche Versionen der Geschichte finden sich bei Cicero und Seneca dem Älteren.
Herodes Antipas heiratete in zweiter Ehe seine Schwägerin Herodias. Diesen Umstand kritisierte Johannes der Täufer, was laut der biblischen Erzählung im Neuen Testament (Mt 14,1–12  und Mk 6,14–29 ) zu dessen Ermordung führte. Hier befinden sich Berichte der Ereignisse, in denen der Name Salome zwar nicht vorkommt, die aber die Basis der späteren Salomelegende bilden.
Flavius Josephus dagegen führt politische Gründe für den Mord an, der ihm zufolge in Machaerus verübt wurde.

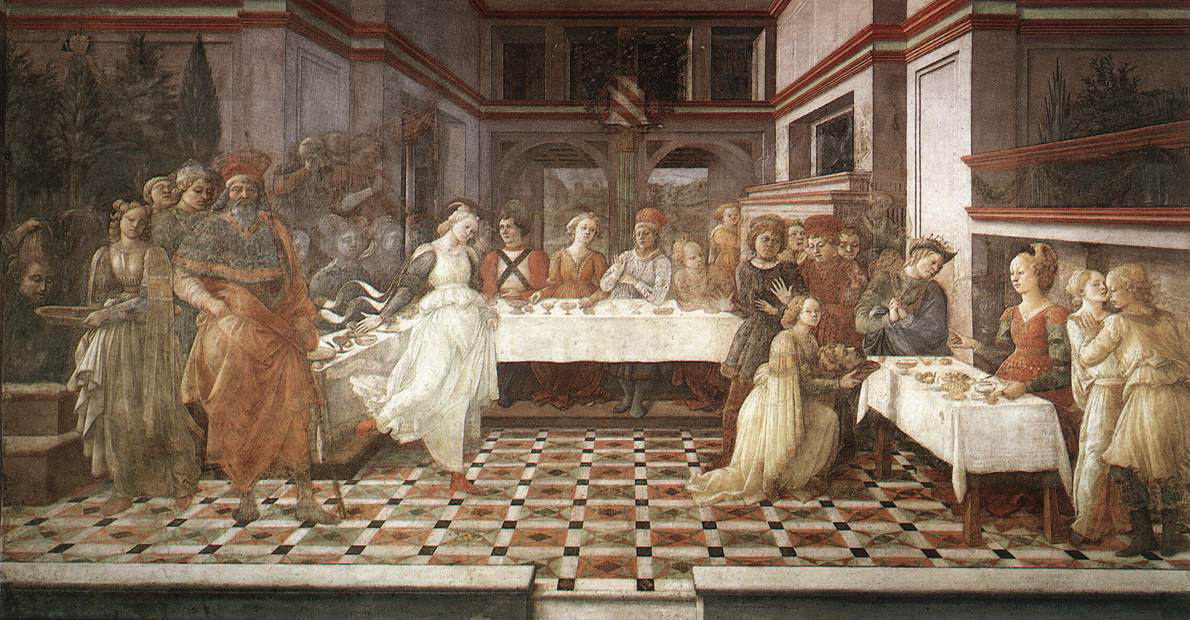
Fra Filippo Lippi: Das Gastmahl des Herodes, Dom von Prato

Die Legende selbst erscheint im Neuen Testament folgendermaßen:
Herodias begehrte den Tod des Johannes, doch Herodes weigerte sich, diesen töten zu lassen. Anlässlich einer Geburtstagsfeier des Herodes, der viele Würdenträger beiwohnten, führte die Tochter der Herodias einen Tanz auf, mit dem sie die Anwesenden derart in Verzücken versetzte, dass Herodes ihr schwor: „Um was du mich auch bitten wirst, ich werde es dir geben bis zur Hälfte meines Reiches“ (Mk 6,23 ). Salome fragte ihre Mutter, was sie sich wünschen solle, und diese flüsterte ihr das eigene Begehren ein. Sie solle den Kopf des Johannes verlangen. Diesem Wunsch konnte sich Herodes Antipas „um der Eide und um derer willen, die mit zu Tisch lagen“ nicht verweigern. Er ließ Johannes köpfen und das Haupt auf einer Schale der Tänzerin bringen.
Der Mönch und Presbyter Isidor von Pelusium benennt die Tochter der Herodias gegen Anfang des 5. Jahrhunderts dann in einem Brief erstmals konkret mit dem Namen Salome. Als Figur der Leidensgeschichte des Johannes taucht sie später beispielsweise im altsächsischen Heliand-Epos um 830 und in den mittelalterlichen Mysterien-, Passions- und Prophetenspielen als Schuldige am Tode des Johannes auf.

## Salome in der Kunst
In der zweiten Hälfte des 19. Jahrhunderts gab es keine christlich-mythologische Frauengestalt, die in Kunst, Literatur und Musik die Zeitgenossen so faszinierte wie die Figur der Salome. Sie galt speziell in der Literatur der französischen Décadence wahlweise als Inkarnation weiblicher Grausamkeit, aber auch als Modell der Kindfrau und Verkörperung idealer Schönheit und purer Erotik. Der Asteroid (562) Salome ist nach ihr benannt.

### Malerei
- Benozzo Gozzoli – Tanz der Salome, 1461/62
- Bartolomeo Veneto – Salome mit dem Haupt Johannes des Täufers, zwischen 1503 und 1530
- Tizian – Salome, 1515
- Lucas Cranach der Ältere – Salome mit dem Haupt des Johannes, 1530
- Caravaggio – Salome mit dem Kopf Johannes des Täufers 1607
- Gustave Moreau – Die Erscheinung, 1875
- Aubrey Beardsley – Illustrationen zu Oscar Wildes Drama Salome, 1893
- Lovis Corinth – Salome II, 1900
- Edvard Munch – Salome, 1903
- Franz von Stuck – Salome, 1906
- Oskar Kokoschka – Salome mit dem Haupt des hl. Johannes, 1906
- Éder Gyula – Salome mit dem abgetrennten Haupt Johannes’ des Täufers, 1907
- Julius Klinger – Salome, 1909

Salome in der Malerei
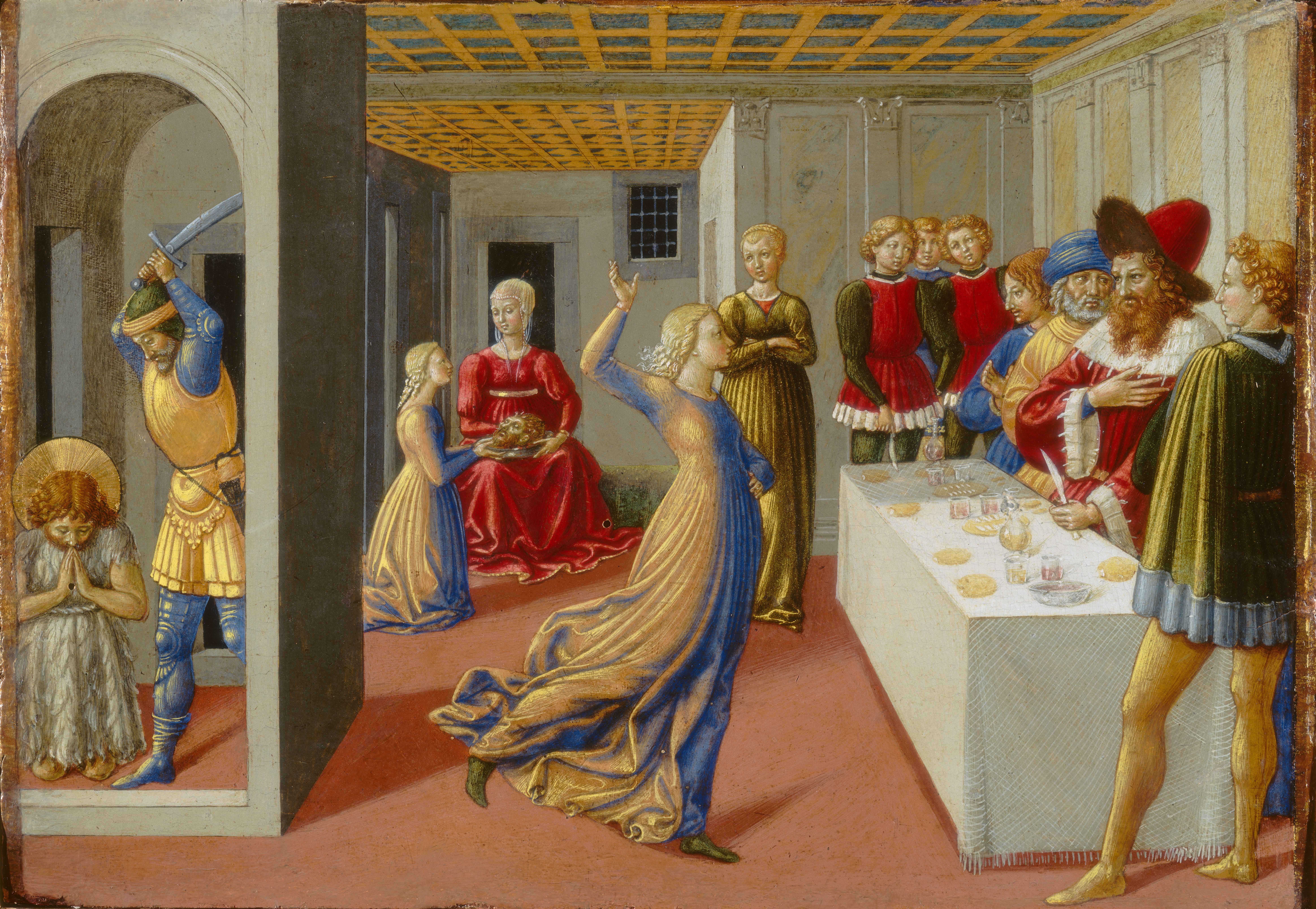
Benozzo Gozzoli
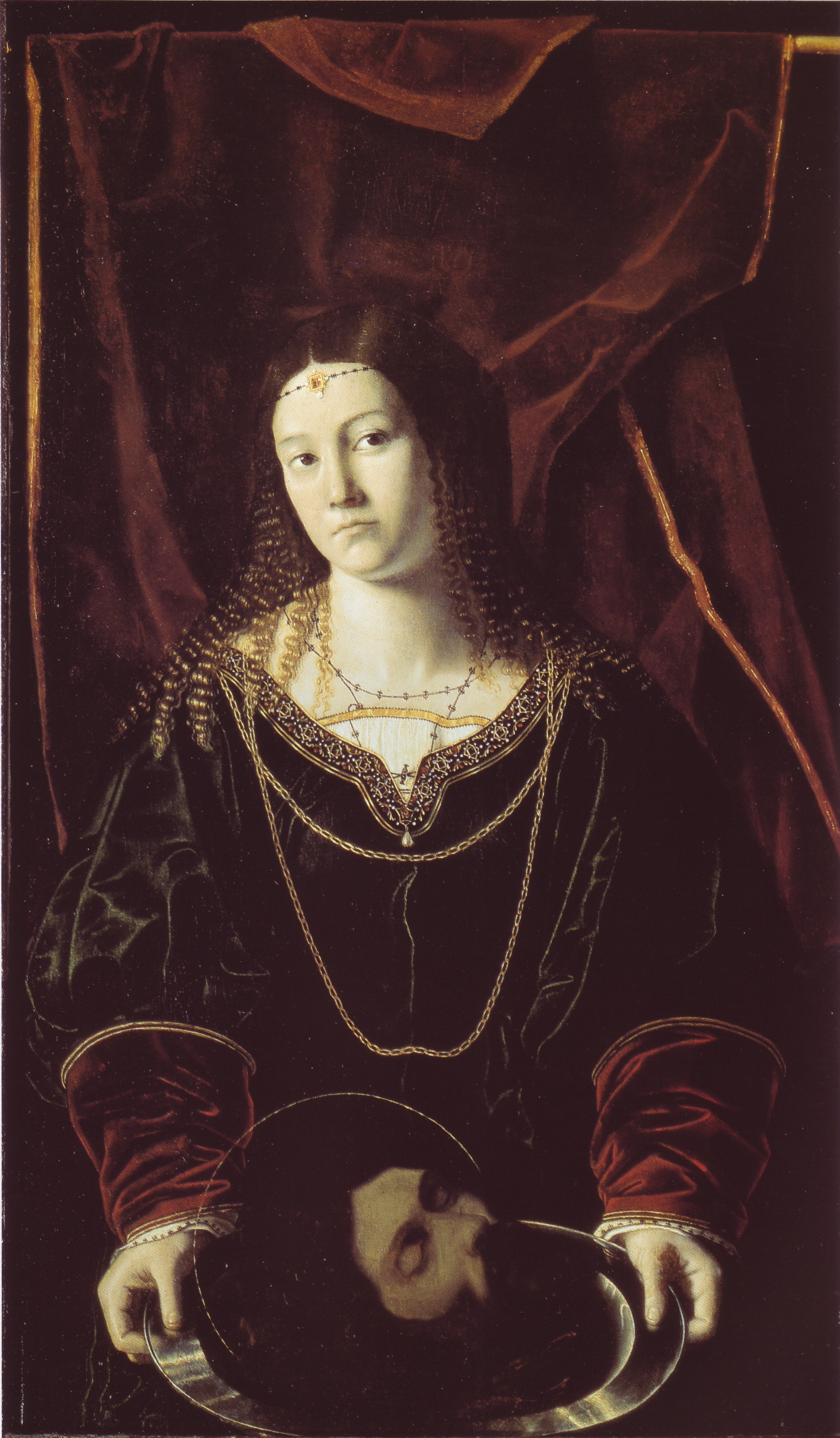
Bartolomeo Veneto
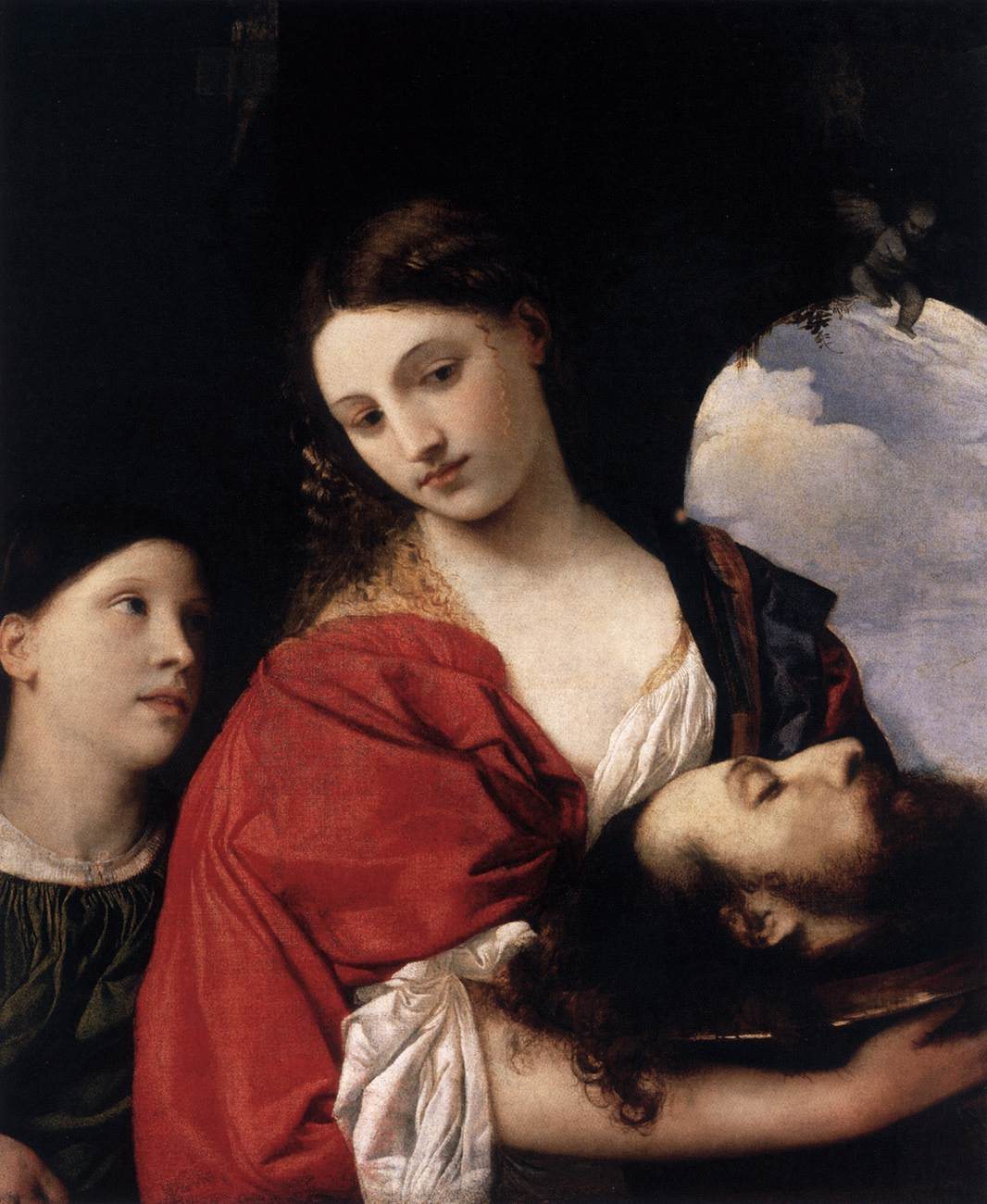
Tizian
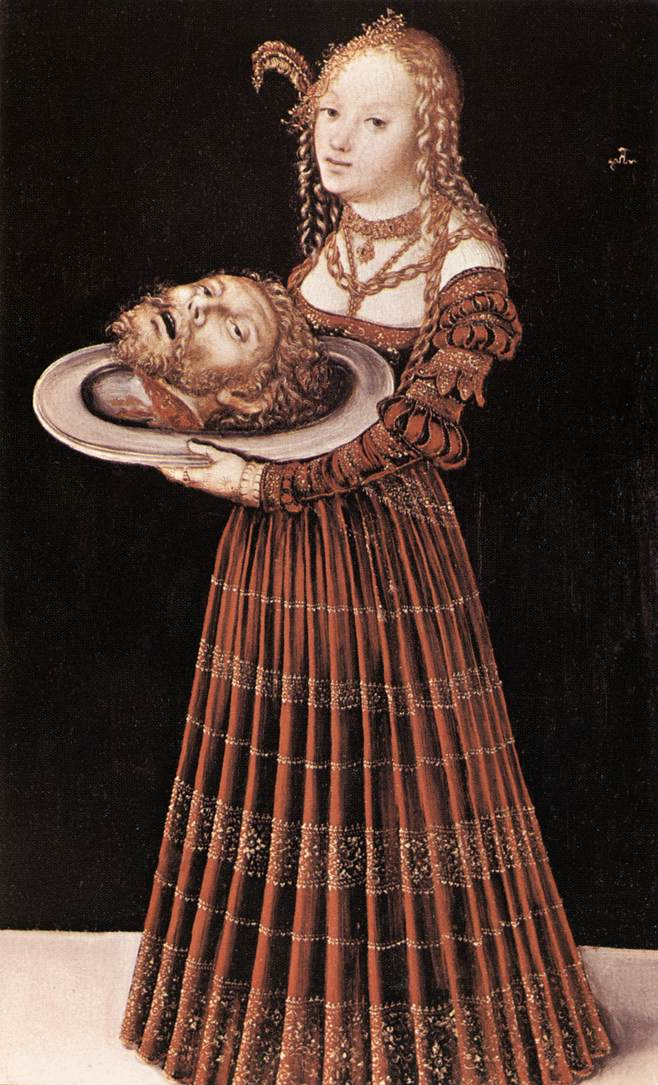
Lucas Cranach d. Ä.
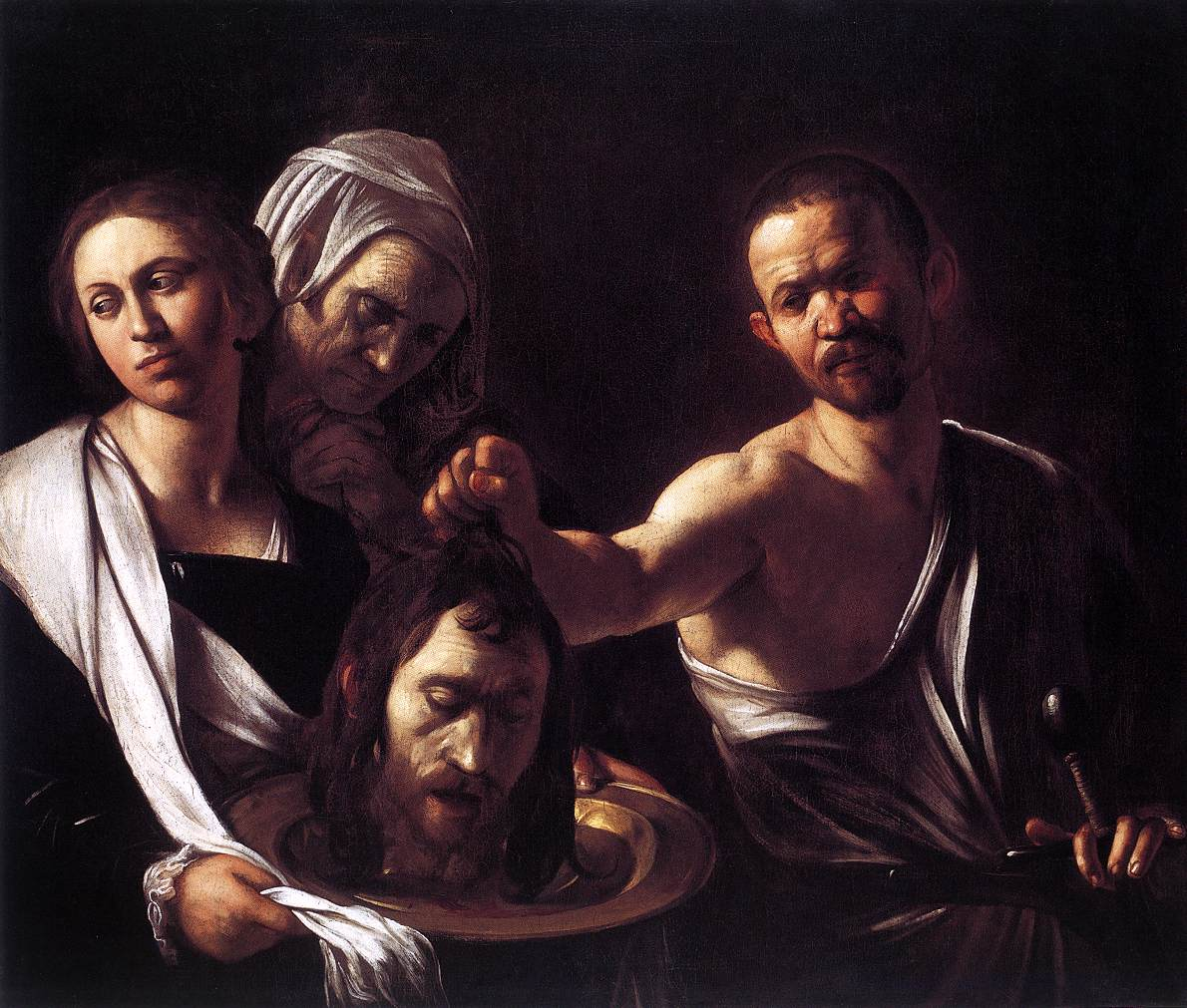
Caravaggio
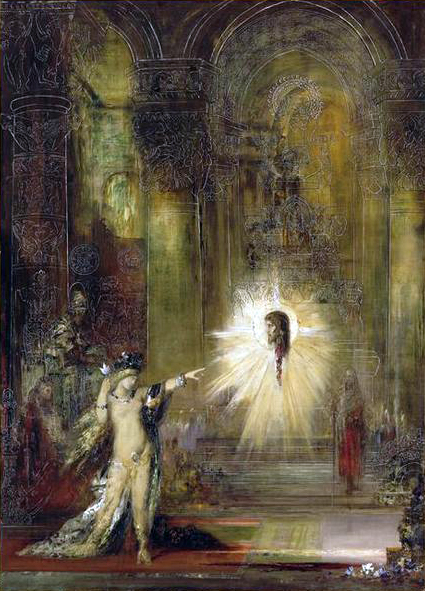
Gustave Moreau
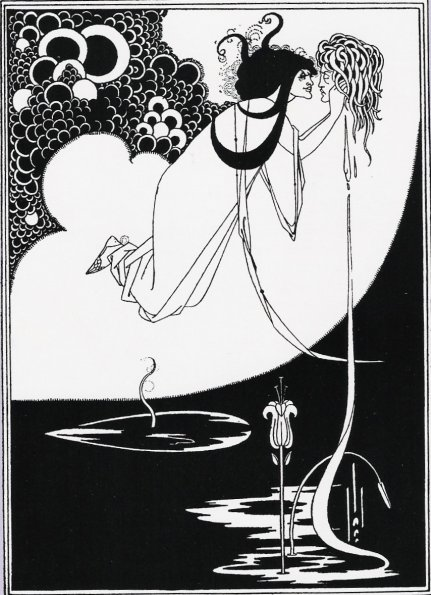
Aubrey Beardsley
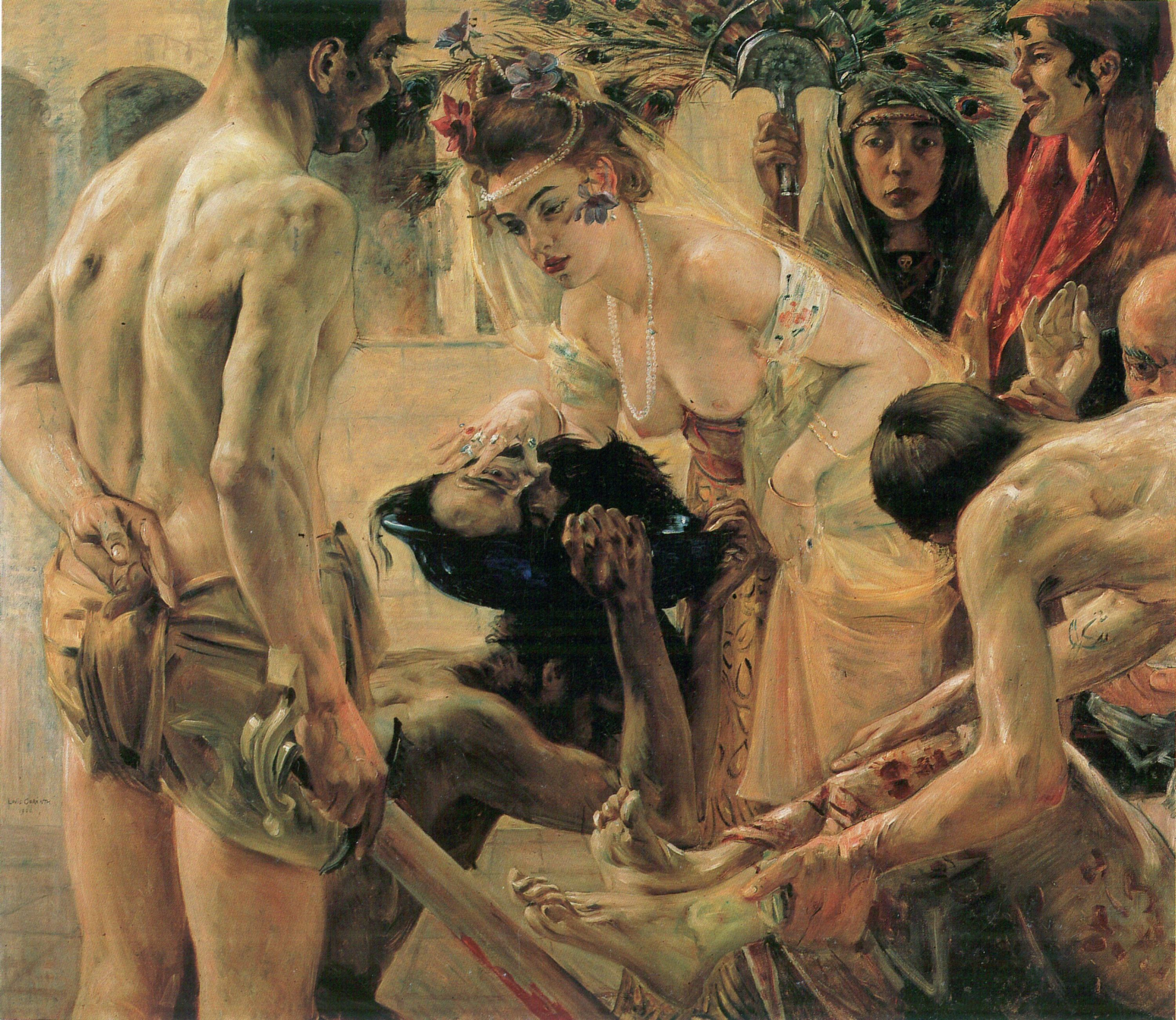
Lovis Corinth
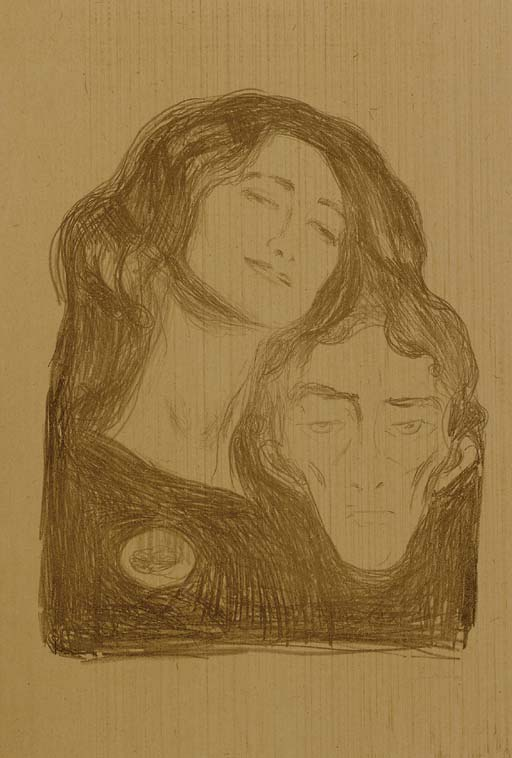
Edvard Munch
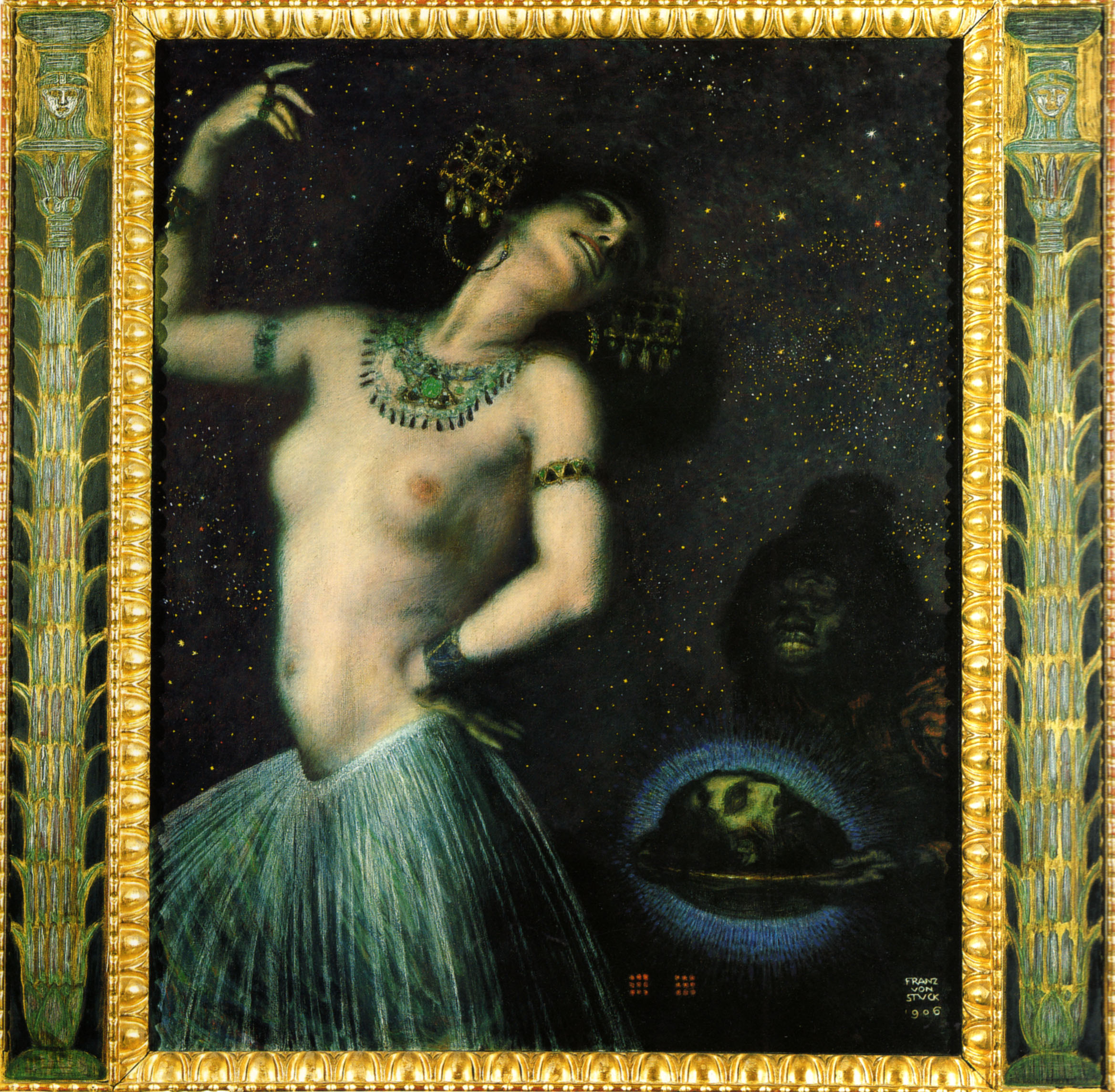
Franz von Stuck
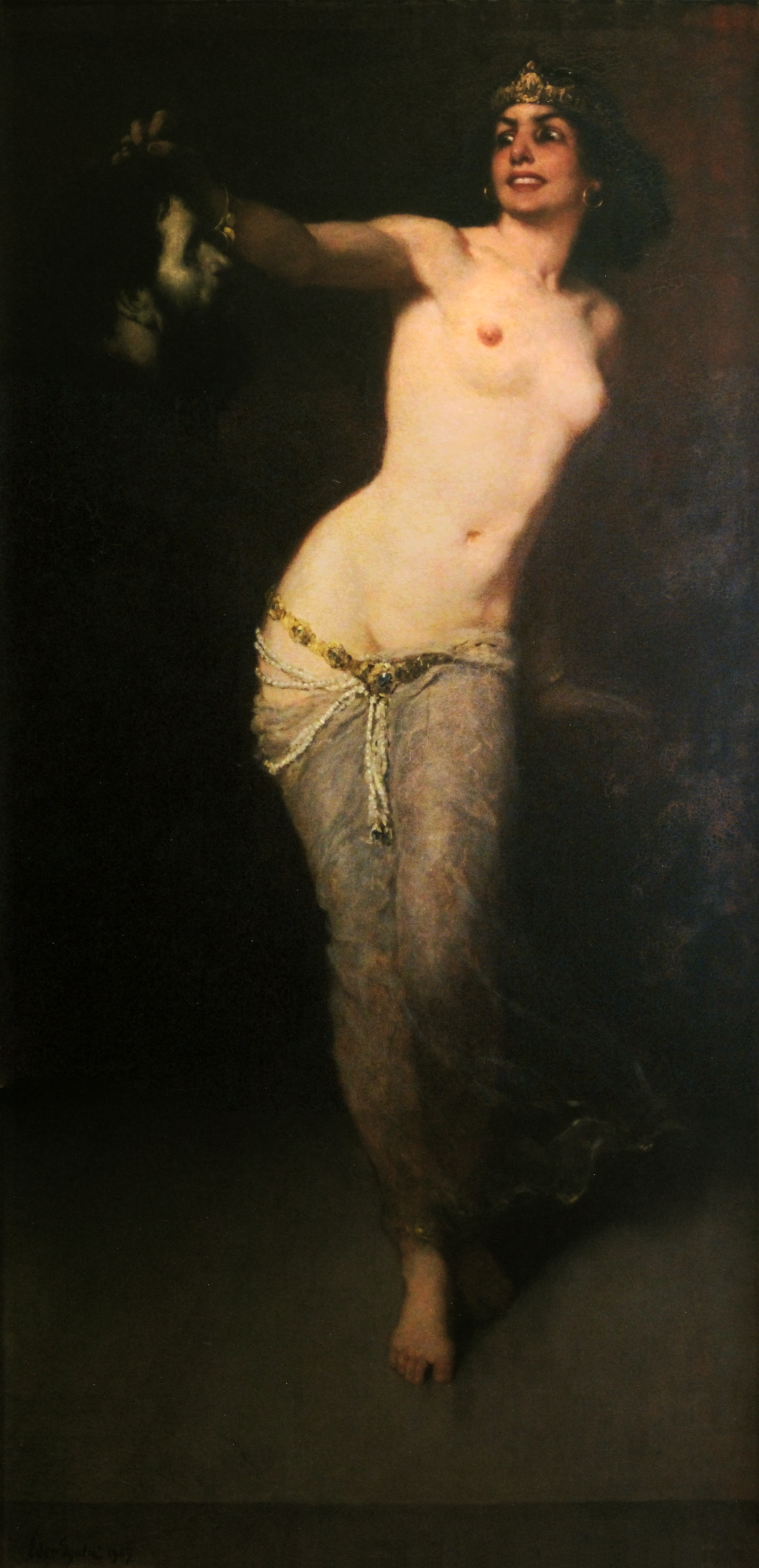
Éder Gyula

### Bildhauerei
- Max Klinger – Die Neue Salome, 1893.
- Salome-Brunnen (Bergen), Brunnenskulptur in Norwegen

### Musik
Oper und Oratorium:
- Alessandro Stradella – Oratorium San Giovanni Battista, Rom 1675
- Johann Joseph Fux – Oratorium La fede sacrilega nella morte del Precursor S. Giovanni Battista, Wien 1714
- Jules Massenet – Oper Hérodiade, Brüssel 1881
- Victor Heinisch – Oper Salome, Wien 1903
- Richard Strauss – Oper Salome, Dresden 1905
- Florent Schmitt – Ballett und symphonisches Gedicht La tragédie de Salomé, 1907
- Alexander Konstantinowitsch Glasunow – Schauspielmusik (Introduktion und Tanz der Salomé) zu Oscar Wildes Drama, 1908
- Antoine Mariotte – Oper Salomé, Lyon 1908

Lieder:
- Robert Stolz – Lied Salome, schönste Blume des Morgenlands, 1920
- Andrew Lloyd Webber – Lied Salome im Musical Sunset Boulevard, 1993
- Angels of Venice – Lied The Sins Of Salome auf dem Album Wake Inside A Dream, 2001
- Xandria – Lied und Album Salomé – The Seventh Veil, 2007
- Pete Doherty – Lied Salome auf dem Album Grace/Wastelands, 2009
- Saltatio Mortis & Doro Pesch – Lied Salome auf dem Album Wer Wind sæt, 2010
- Unlucky Morpheus – Lied Salome auf dem Album Unfinished, 2020

### Tanz
- Loïe Fuller – Salomé (1895), La Tragédie de Salomé (1907)
- Adorée Villany – Tanz der sieben Schleier aus „Salome“ von Omar Anubis (1905)[8]
- Maud Allan – Tanzvorführung The Vision of Salome zur Musik von Marcel Remy (1908)
- Flemming Flindt – Salome, Musik von Peter Maxwell Davies, Kopenhagen 1978

### Film
- Carlos Saura – Salomé
- Ken Russell – Salomes letzter Tanz (Salome’s Last Dance), 1988
- Carmelo Bene – Salomé
- William Dieterle – Salome, 1953
- Charles Bryant – Salome (1923), 1923

### TV
- Salomé (Telenovela), mexikanische Telenovela
- True Blood – Salome (Vampir)